# Finger Lakes National Forest
Der Finger Lakes National Forest ist ein 66 Quadratkilometer großer National Forest im Zentrum des US-Bundesstaats New York im Gebiet der Finger Lakes. Er erstreckt sich dabei über Gebiete des Seneca Countys und des Schuyler Countys und wird dabei vom Seneca Lake und dem Cayuga Lake umgeben. Nächster Ort ist Hector.
Der Finger Lake National Forest ist der einzige National Forest im ganzen Staat New York. Er ist der flächenmäßig zweitkleinste National Forest nur vor dem Tuskegee National Forest in Alabama.

## Verwaltung
Der Finger Lakes National Forest und der Green Mountain National Forest werden administrativ als Green Mountain and Finger Lakes National Forests mit der Hauptverwaltung in Rutland verwaltet. Derzeit ist ein neuer Hauptsitz in Bau, der sich in Mendon befindet. Dieser soll bald eröffnet werden.
Das Ranger Office für den Finger Lakes National Forest befindet sich in Hector.

## Geschichte

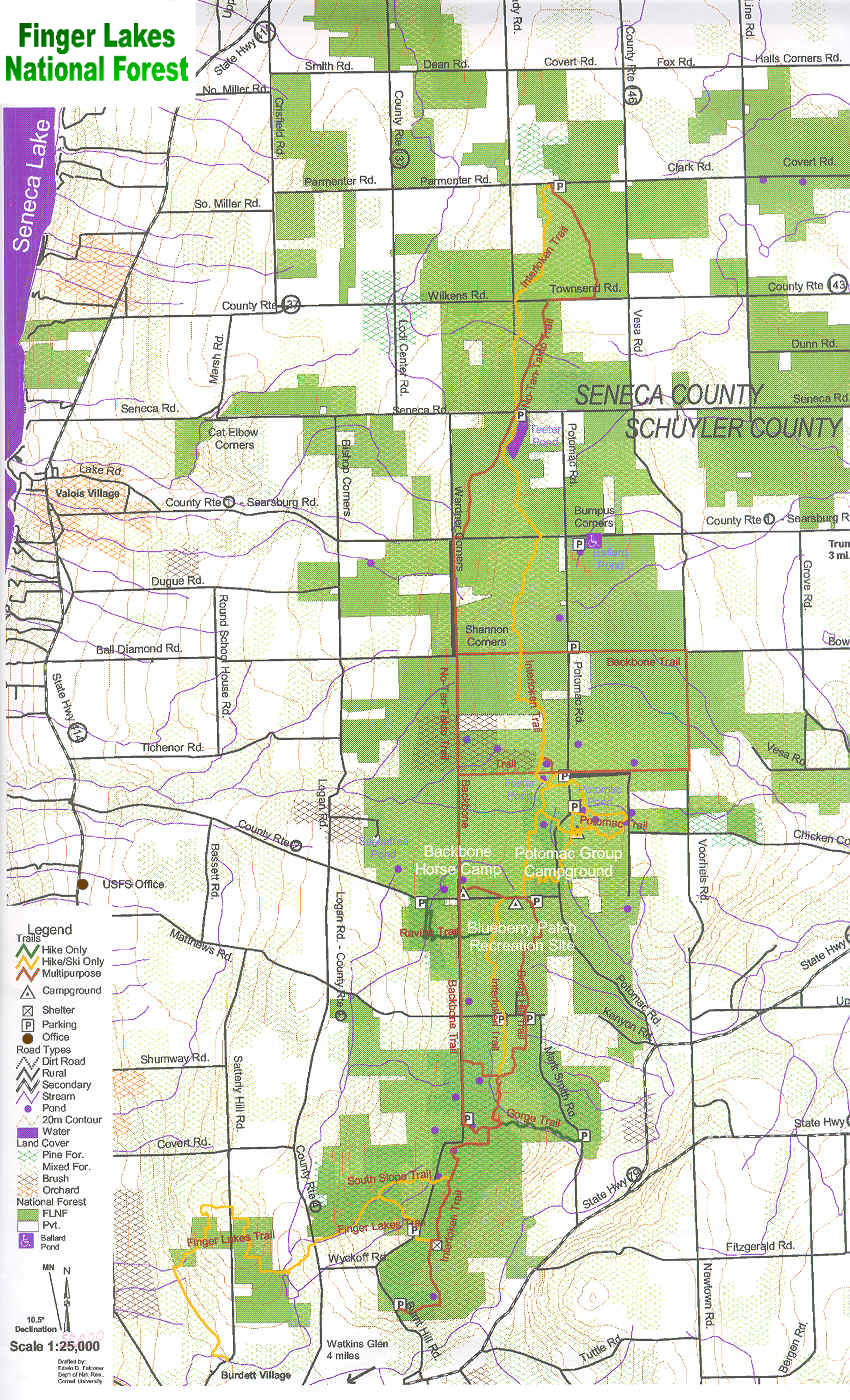
Karte des Finger Lake National Forests (Stand: 2009)

Vor der Besiedlung durch Einwanderer wurde das Gebiet des heutigen National Forest von Irokesen der Stämme der Seneca und Cayuga bewohnt. Kurz nach dem Amerikanischen Unabhängigkeitskrieg wurden die Indianer vertrieben und das Land in 600 Acre großen Grundstücken weitestgehend als Sold an ehemalige Soldaten abgegeben. Bis in die 1930er Jahre wurde das Gebiet landwirtschaftlich bewirtschaftet, bis sich dies ökonomisch ab den 1890er Jahren nicht mehr lohnte. Dadurch kaufte die Bundesregierung ab 1938 etwa 130 bankrotte Landwirtschaftsbetriebe und formte aus diesen die Hector Land Use Area. Die Bauern wurden durch die Resettlement Administration und ab 1937 durch die Farm Security Administration umgesiedelt, die aufgrund dieser Strapazen der ländlichen Bevölkerung durch die Regierung Roosevelt gegründet wurde. Durch dieses Aufkaufen von Land entstand ein Flickenteppich aus vielen verschachtelten Grundstücken, vor allem im nördlichen Gebiet des National Forest, wo das Gebiet noch fruchtbarer war. Ursprünglich sollte auf diesem Gebiet die Wiederaufbereitung und Aufforstung von geschädigtem Boden anvisiert und die Nutzung von Weideflächen nachhaltiger gemacht werden, was in die Zuständigkeit des Soil Conservation Service fiel. In den frühen 1950er Jahren waren die Ziele erreicht worden und es kam zu einer erneuten Ansiedlung von Bauern. 1954 wurden die Verwaltungstätigkeiten dem U.S. Forest Service zugesprochen. 1982 wäre die Hector Land Use Area beinahe aufgrund von Abstossungsbegehren der US-Regierung aufgrund von Ineffizienz verkauft worden. Die Öffentlichkeit wurde darauf aufmerksam und setzte sich  für einen Erhalt des Gebiets und deren Umwandlung in einen National Forest ein. 1983 wurde die Hector Land Use Area formell ins System der National Forests durch den Kongress aufgenommen und schließlich im Oktober 1985 offiziell als Finger Lakes National Forest benannt. Die Umbenennung rührte von Begierden der lokalen Bevölkerung das Gebiet so umzubenennen, sodass es nicht Touristen verwirren und die lokale Gegend besser bewerben würde.
Von 1974 bis 1984 wurde auf dem Gebiet des Finger Lakes National Forest Öl und Gas gefördert oder das Land stand zumindest dafür zur Verfügung. 1998 zeigte sich die Fairman Drilling Co. an Aktivitäten auf dem Gebiet interessiert. 2001 wurde das Fördern eingeschränkt, sodass nur noch von privaten Grundstücken aus unter dem National Forest gebohrt werden darf. Für ein absolutes Verbot setzten sich 2001 im Senat die Senatoren Chuck Schumer und Hillary Clinton aus New York ein.
Im Finger Lakes National Forest wird intensiv Archäologie betrieben. Dies vor allem auf der Anhöhe Hector Backbone. Durch das schnelle Wegziehen der Bauern ab den 1890er Jahren blieben viele Artefakte und Gebäudeüberreste von deren Gehöften, Scheunen usw. übrig.
Auch heute wird der Finger Lakes National Forest mit neuem Land ergänzt. Dies kommt jedoch nur bei einem freiwilligen Angebot eines Besitzers zustande. So zuletzt im März 2019 als der National Forest durch einen 11 Acre großes Grundstück aus privatem Besitz ergänzt wurde.
2019 sollten durch gezieltes Feuerlegen wuchernde Büsche entfernt und eine natürliche Umgebung wieder hergestellt werden. Die Aktion war ein voller Erfolg.

## Flora und Fauna
Das Gebiet des Finger Lakes National Forest ist bewirtschaftet und 94 % des Gebietes liegt innerhalb von einer Meile einer Landstraße. Somit kommt es nicht zu einem Aufbau einer wilden, unberührten Umgebung. Um den Tieren gute Habitate zu ermöglichen, wurden ab 1985 zunehmend Teiche und Schluchten angelegt oder wieder in einen natürlichen Zustand zurückversetzt. Trotz allem kam es jedes Jahr zu einem intensiven Fischfang im Gebiet, wodurch viele der Teiche ausgefischt wurden und jährlich neu Laich künstlich hinzugeführt werden musste. 
Der Finger Lakes National Forest umfasst Wälder und Wiesen, wodurch es zu einer abwechslungsreichen Vegetation als auch Fauna kommt.
Hingegen zu vielen anderen National Forests ist es im Finger Lakes National Forest erlaubt Beeren und Blumen zu pflücken und im Winter mit dem eigenen Schneemobil zu fahren.